# Xinzhou
Pour les articles homonymes, voir Xinzhou (homonymie).
Xinzhou (chinois : 忻州市 ; pinyin : xīnzhōu shì) est une ville-préfecture du nord de la province du Shanxi en Chine.
Elle abrite le site bouddhique du mont Wutai, comprenant de nombreux édifices religieux du bouddhisme mahayana (principalement chan) et vajrayana (principalement bouddhisme tibétain).

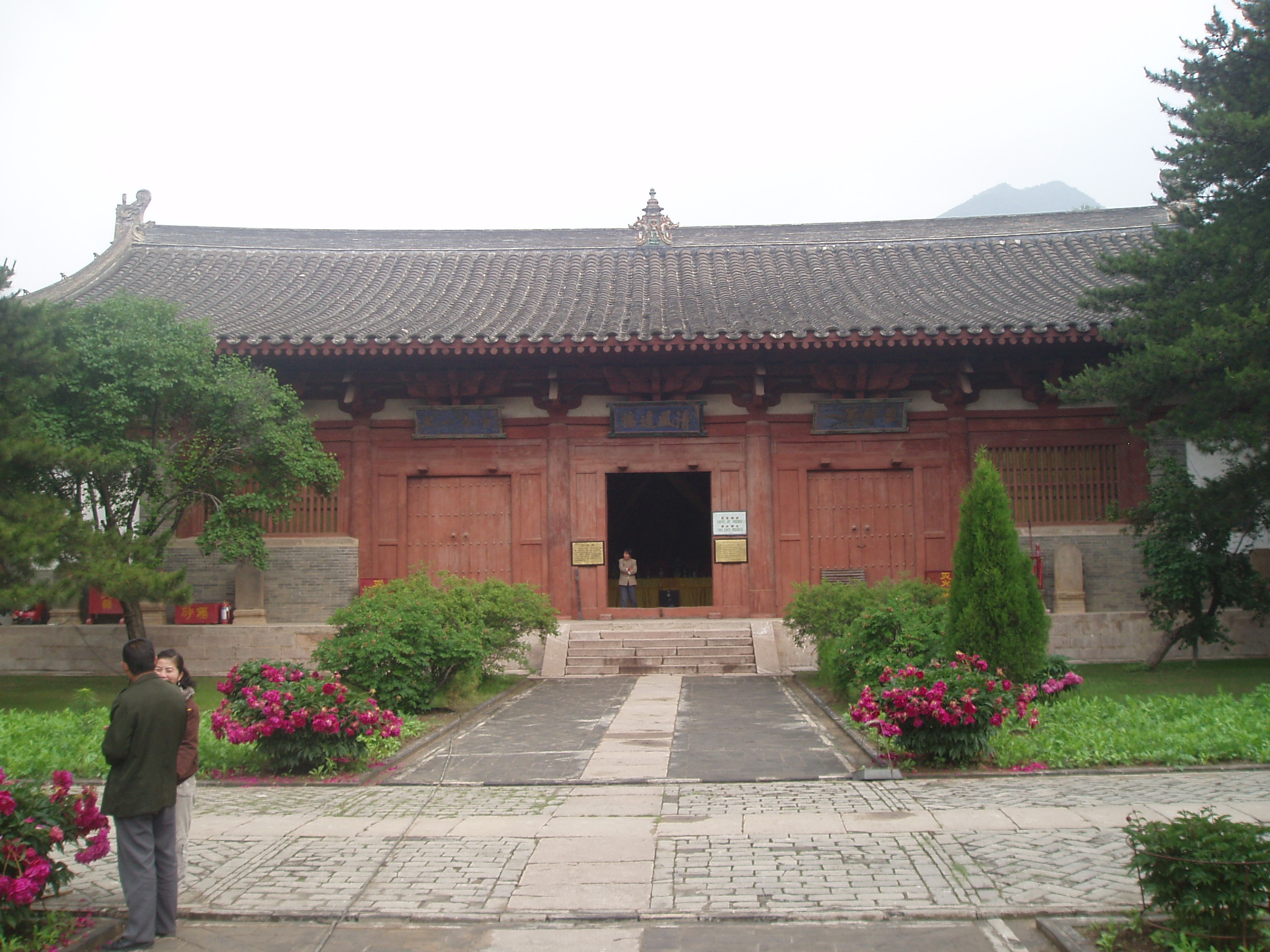
Temple Foguang dans le comté de Wutai

## Subdivisions administratives
La ville-préfecture de Xinzhou exerce sa juridiction sur quatorze subdivisions - un district, une ville-district et douze xian :
- le district de Xinfu — 忻府区, xīnfǔ qū ;
- la ville-district de Yuanping — 原平市, yuánpíng shì ;
- le Xian de Dingxiang — 定襄县, dìngxiāng Xiàn ;
- le Xian de Wutai — 五台县, wǔtái xiàn ;
- le Xian de Dai — 代县, dài xiàn ;
- le Xian de Fanshi — 繁峙县, fánshì xiàn ;
- le Xian de Ningwu — 宁武县, níngwǔ xiàn ;
- le Xian de Jingle — 静乐县, jìnglè xiàn ;
- le Xian de Shenchi — 神池县, shénchí xiàn ;
- le Xian de Wuzhai — 五寨县, wǔzhài xiàn ;
- le Xian de Kelan — 岢岚县, kělán xiàn ;
- le Xian de Hequ — 河曲县, héqǔ xiàn ;
- le Xian de Baode — 保德县, bǎodé xiàn ;
- le Xian de Pianguan — 偏关县, piānguān xiàn.